# Sean Patrick Maloney
Sean Patrick Maloney (Sherbrooke, 30 de julio de 1966) es un abogado y político estadounidense nacido en Canadá, que se desempeñó como miembro de la Cámara de Representantes de los Estados Unidos por el 18.º distrito congresional de Nueva York desde 2013 a 2023. El distrito incluye Newburgh, Beacon y Poughkeepsie. Maloney, miembro del Partido Demócrata, se postuló para fiscal general de Nueva York en 2018 y perdió ante Letitia James en las primarias.
Nacido en Sherbrooke, Quebec, Canadá, y criado en Hanover, New Hampshire, Maloney obtuvo su Licenciatura en Artes y Doctorado en Jurisprudencia en la Universidad de Virginia. Ingresó a la política como voluntario para las campañas presidenciales de Bill Clinton, y luego se desempeñó como su principal asesor en el ala oeste y secretario de personal de la Casa Blanca.
Antes de ser elegido para el Congreso, Maloney trabajó como ejecutivo de una empresa de software y como abogado. Fue elegido miembro de la Cámara de Representantes de Estados Unidos en 2012, derrotando al titular republicano Nan Hayworth. Hizo campaña como moderado. Fue la primera persona abiertamente gay elegida al Congreso de Nueva York. Se desempeñó como presidente del Comité de Campaña del Congreso Demócrata desde 2021 a 2023.